# Grand Prix Gilbert-Bousquet
Le Grand Prix Gilbert-Bousquet est une course cycliste française disputée au mois de mars autour de Landivisiau, dans le Finistère. Créée en 1976, elle rend hommage à l'ancien journaliste sportif de France 3 Gilbert Bousquet, mort en 1974, dans un accident de voiture. 
Cette compétition fait partie du calendrier national de la Fédération française de cyclisme. Elle figure également au programme de la Coupe de France DN1 en 2015. L'édition 2020 est annulée en raison de la pandémie de maladie à coronavirus.

## Palmarès
| Année | Vainqueur              | Deuxième                  | Troisième             |
| ----- | ---------------------- | ------------------------- | --------------------- |
| 1976  | Yves Ravaleu           | Alain Nogues              | Jean-Paul Maho        |
| 1977  | Michel Le Sourd        | David Wells               | Jacky Gadbled         |
| 1978  | Michel Le Sourd        | Gérard Kerbrat            | Jean-Paul Maho        |
| 1979  | John Mangan (en)       | Noël Le Floch             | Yves Ravaleu          |
| 1980  | Patrick Kermarrec      | André Venchiarutti        | Christian Le Priol    |
| 1981  | Dominique Le Bon       | Philippe Tranvaux         | André Bizeul          |
| 1982  | Pascal Churin          | Alain Rocaboy             | Joël Baron            |
| 1983  | Philippe Jouan         | Dominique Le Bon          | Bernard Daniel        |
| 1984  | Loïc Le Flohic         | Jean-Pierre Godard        | Laurent Plu           |
| 1985  | Philippe Tesnière      | Dominique Le Bon          | Hubert Graignic       |
| 1986  | Yvon Le Fur            | Hubert Millour            | Louis Coail           |
| 1987  | Hubert Graignic        | Serge Quéméneur           | Christian Levavasseur |
| 1988  | Dominique Le Bon       | Jeff Slack                | Christophe Garçon     |
| 1989  | Dominique Le Bon       | Pierre Bozec              | Yvon Caër             |
| 1990  | Stéphane Cueff         | Claude Lamour             | Michel Lallouet       |
| 1991  | Christophe Garçon      | Jean-Louis Conan          | Dominique Le Bon      |
| 1992  | Roger Trehin           | Erwan Jan                 | Jean-Louis Conan      |
| 1993  | Pierre-Henri Menthéour | Yvan Martin               | Frédéric Guesdon      |
| 1994  | Frédéric Guesdon       | Pascal Deramé             | Stéphane Galbois      |
| 1995  | Philippe Bresset       | Tristan Priem             | Christopher Jenner    |
| 1996  | Philippe Bresset       | Tristan Priem             | Mariano Friedick      |
| 1997  | Gérard Bigot           | Serge Oger                | Stéphane Bellicaud    |
| 1998  | Stéphane Conan         | Jean-François Bresset     | François Urien        |
| 1999  | Franck Laurance        | Jean-Philippe Rouxel      | David Berthou         |
| 2000  | Carlo Meneghetti       | Christophe Thébault       | Marc Feipeler         |
| 2001  | Mickaël Leveau         | Stéphane Cougé            | Christophe Guillome   |
| 2002  | Lilian Jégou           | Salva Vilchez             | Dominique Rault       |
| 2003  | Christophe Guillome    | Olivier Nari              | Samuel Le Gallais     |
| 2004  | Stéphane Pétilleau     | Sébastien Talabardon      | Jean-Luc Delpech      |
| 2005  | Sylvain Cheval         | Frédéric Mille            | Piotr Zieliński       |
| 2006  | Stanislav Belov        | Salva Vilchez             | Noan Lelarge          |
| 2007  | Piotr Zieliński        | Evgueni Sokolov           | Fabrice Jeandesboz    |
| 2008  | Pierre Cazaux          | Tony Hurel                | Mathieu Halléguen     |
| 2009  | Anton Samokhvalov      | Dmitry Samokhvalov        | Samuel Plouhinec      |
| 2010  | Gaël Malacarne         | Piotr Zieliński           | Emmanuel Bruand       |
| 2011  | Maxime Renault         | Warren Barguil            | Sébastien Foucher     |
| 2012  | Mickael Olejnik        | Pierre-Henri Lecuisinier  | Christopher De Souza  |
| 2013  | Romain Le Roux         | Romain Combaud            | Mathieu Halleguen     |
| 2014  | Romain Combaud         | Bob Schoonbroodt          | Derk Abel Beckeringh  |
| 2015  | Franck Bonnamour       | Fabrice Seigneur          | Jon Larrinaga         |
| 2016  | Jérémy Bescond         | Valentin Madouas          | Nicolas David         |
| 2017  | Maxime Cam             | Axel Journiaux            | Julien Guay           |
| 2018  | Thibault Ferasse       | Matthieu Jeannès          | Maxime Cam            |
| 2019  | Yannick Martinez       | Léo Danès                 | Thomas Naudts         |
| 2020  | annulé                 | annulé                    | annulé                |
| 2021  | Johan Le Bon           | Théo Menant               | Mathis Le Berre       |
| 2022  | Johan Le Bon           | Maxime Cam                | Kévin Le Cunff        |
| 2023  | Mickaël Guichard       | Guerand Le Pennec         | Ilan Larmet           |
| 2024  | Maximilian Cushway     | Florentin Lecamus-Lambert | Simon Millon          |
| 2025  | Matthew Fox            | Louis Hardouin            | Malo Stevant          |